# Benvedsmätare
Benvedsmätare, Ligdia adustata, är en fjärilsart som beskrevs av Michael Denis och Ignaz Schiffermüller, 1775. Benvedsmätare ingår i släktet Ligdia och familjen mätare, Geometridae. Arten är reproducerande i Sverige. Inga underarter finns listade i Catalogue of Life.

## Bildgalleri

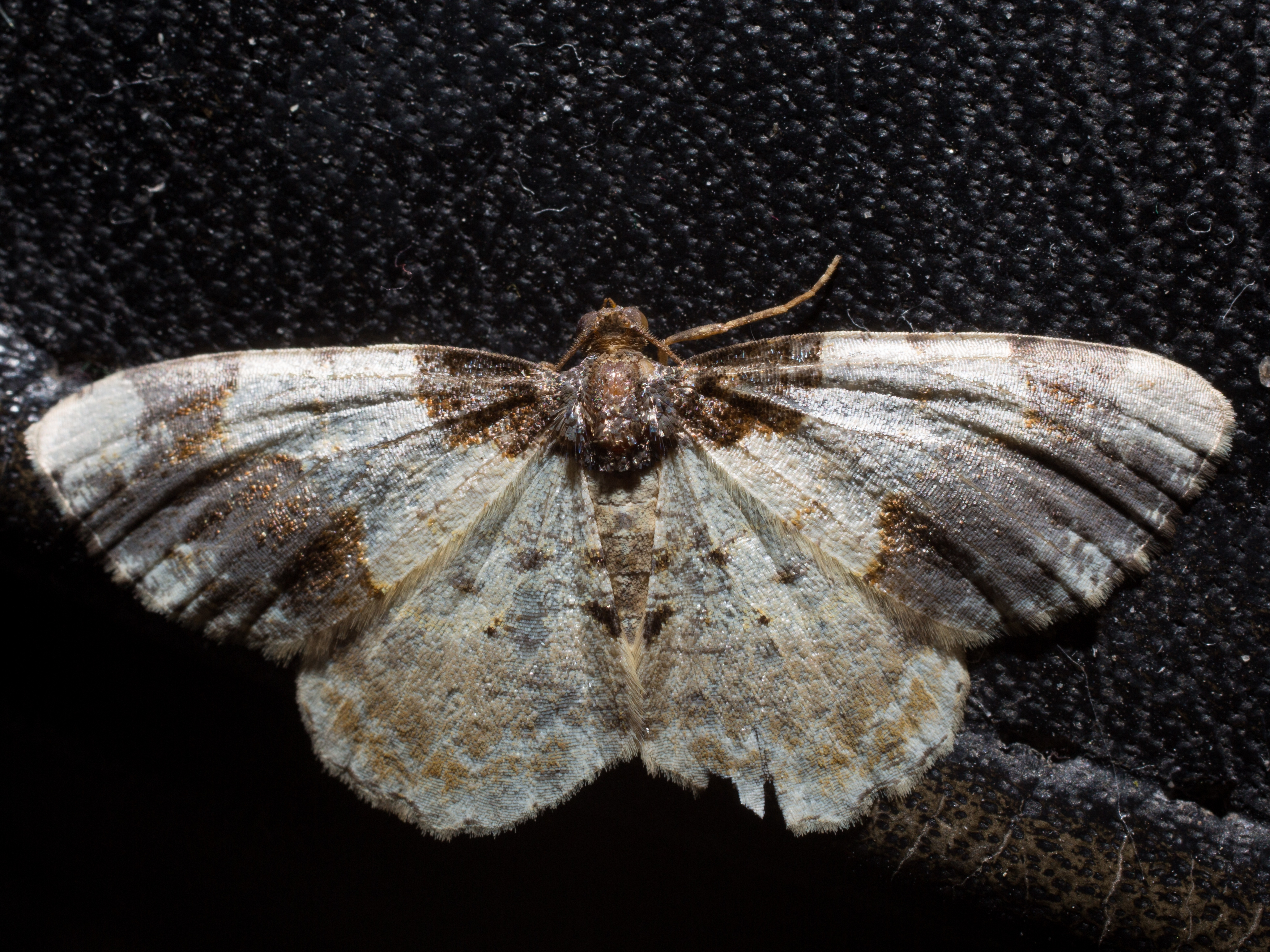
Imago fjäril
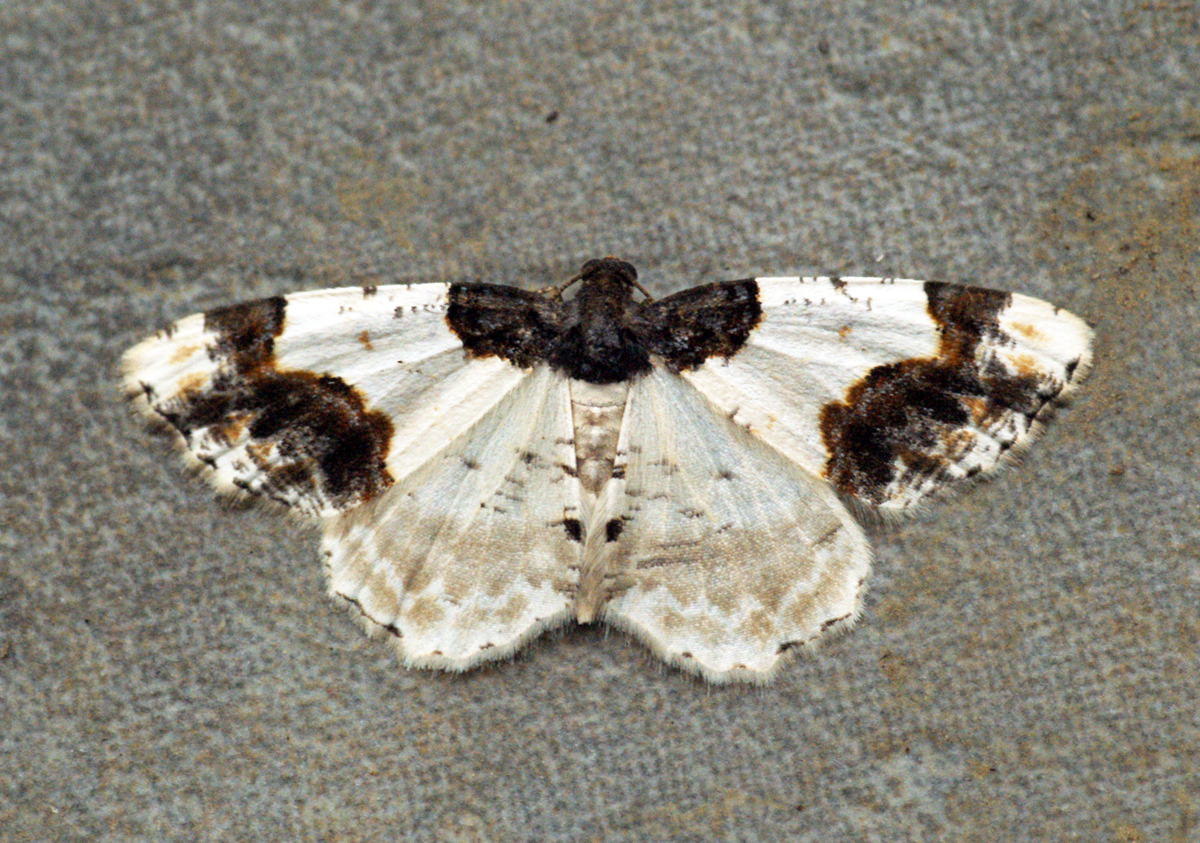
Imago fjäril